# ファイアー・オブ・ラブ 火山に人生を捧げた夫婦
『ファイアー・オブ・ラブ 火山に人生を捧げた夫婦』（Fire of Love）は、セーラ・ドーサ監督・脚本・製作による2022年のアメリカ合衆国・カナダのドキュメンタリー映画である。火山学者のカティアとモーリス・クラフトの人生とキャリアが捉えられている。
ワールド・プレミアは2022年1月20日にサンダンス映画祭で行われ、ジョナサン・オッペンハイム編集賞を受賞した。アメリカ合衆国では2022年7月6日にナショナル・ジオグラフィック・ドキュメンタリー・フィルムズとネオン配給で劇場公開された。批評家からは高評価された上、第95回アカデミー賞長編ドキュメンタリー映画賞にノミネートされた。

## 内容
1991年の雲仙岳の噴火で命を落としたフランス人火山学者のカティアとモーリス・クラフトの人生とキャリアをアーカイブ映像で追う。

## 製作
2021年3月、セーラ・ドーサがカティアとモーリス・クラフトを軸にしたドキュメンタリー映画を監督すると発表された。2022年1月、ミランダ・ジュライがナレーターを務めると発表された。

## 公開
ワールド・プレミアは2022年1月20日にサンダンス映画祭で行われ、米国ドキュメンタリー部門のジョナサン・オッペンハイム編集賞を受賞した。その直後、ナショナル・ジオグラフィック・ドキュメンタリー・フィルムズがNetflix、Amazonスタジオ、ソニー・ピクチャーズ クラシックス、IFCフィルムズ、ユニバーサル・ピクチャーズ、パラマウント・ピクチャーズとの入札競争を制して配給権を獲得した。他にも2022年3月11日にサウス・バイ・サウスウエストでも上映された。2022年4月、ネオンが共同配給することが発表された。2022年11月11日にDisney+で配信開始された。

## 評価

### 興行収入
アメリカ合衆国とカナダでは公開初週末に3劇場で2万2416ドルを売り上げた。

### 批評家の反応
Rotten Tomatoesでは158件の批評に基づき支持率は99%、平均点は8.3/10となり、「郁美のカップルの奇想天外な探求の物語としても、単に素晴らしい自然映像コレクションとしても『ファイアー・オブ・ラブ 火山に人生を捧げた夫婦』は明るく燃え上がっている。Metacriticでは37件の批評を基に加重平均値は83/100と示された。

### 受賞とノミネート
| 映画祭・賞                                         | 授賞式         | 部門                                                       | 対象                                                                                                 | 結果       | 参照          |
| -------------------------------------------------- | -------------- | ---------------------------------------------------------- | --- | ---------- | ------------- |
| サンダンス映画祭                                   | 2022年1月30日  | ジョナサン・オッペンハイム編集賞: 米国ドキュメンタリー部門 | エリン・キャスパー、ジョセリーヌ・シャピュット                                                       | 受賞       | [ 20 ]        |
| シドニー映画祭                                     | 2022年6月19日  | シドニー映画賞                                             | 『ファイアー・オブ・ラブ 火山に人生を捧げた夫婦』                                                    | ノミネート | [ 21 ]        |
| ミシュコルツ国際映画祭                             | 2022年9月17日  | シネドクス賞                                               | 『ファイアー・オブ・ラブ 火山に人生を捧げた夫婦』                                                    | ノミネート | [ 22 ]        |
| チューリッヒ映画祭                                 | 2022年10月2日  | 科学映画賞                                                 | 『ファイアー・オブ・ラブ 火山に人生を捧げた夫婦』                                                    | ノミネート | [ 23 ]        |
| クリティクス・チョイス・ドキュメンタリー・アワード | 2022年11月13日 | ドキュメンタリー作品賞                                     | 『ファイアー・オブ・ラブ 火山に人生を捧げた夫婦』                                                    | ノミネート | [ 24 ] [ 25 ] |
| クリティクス・チョイス・ドキュメンタリー・アワード | 2022年11月13日 | アーカイヴァル・ドキュメンタリー賞                         | 『ファイアー・オブ・ラブ 火山に人生を捧げた夫婦』                                                    | 受賞       | [ 24 ] [ 25 ] |
| クリティクス・チョイス・ドキュメンタリー・アワード | 2022年11月13日 | 科学/自然ドキュメンタリー賞                                | 『ファイアー・オブ・ラブ 火山に人生を捧げた夫婦』                                                    | ノミネート | [ 24 ] [ 25 ] |
| クリティクス・チョイス・ドキュメンタリー・アワード | 2022年11月13日 | 監督賞                                                     | セーラ・ドーサ                                                                                       | ノミネート | [ 24 ] [ 25 ] |
| クリティクス・チョイス・ドキュメンタリー・アワード | 2022年11月13日 | ナレーション賞                                             | シェーン・ボリス、エリン・キャスパー、ジョセリーヌ・シャピュット、セーラ・ドーサ、ミランダ・ジュライ | ノミネート | [ 24 ] [ 25 ] |
| クリティクス・チョイス・ドキュメンタリー・アワード | 2022年11月13日 | 音楽賞                                                     | ニコラ・ゴダン                                                                                       | ノミネート | [ 24 ] [ 25 ] |
| クリティクス・チョイス・ドキュメンタリー・アワード | 2022年11月13日 | 編集賞                                                     | エリン・キャスパー、ジョセリーヌ・シャピュット                                                       | ノミネート | [ 24 ] [ 25 ] |
| ロサンゼルス映画批評家協会                         | 2022年12月11日 | ドキュメンタリー/ノンフィクション映画賞                    | 『ファイアー・オブ・ラブ 火山に人生を捧げた夫婦』                                                    | 次点       | [ 26 ]        |
| ワシントンD.C.映画批評家協会                       | 2022年12月12日 | ドキュメンタリー賞                                         | 『ファイアー・オブ・ラブ 火山に人生を捧げた夫婦』                                                    | ノミネート | [ 27 ]        |
| シカゴ映画批評家協会                               | 2022年12月14日 | ドキュメンタリー映画賞                                     | 『ファイアー・オブ・ラブ 火山に人生を捧げた夫婦』                                                    | 受賞       | [ 28 ]        |
| セントルイス映画批評家協会                         | 2022年12月18日 | ドキュメンタリー映画賞                                     | 『ファイアー・オブ・ラブ 火山に人生を捧げた夫婦』                                                    | ノミネート | [ 29 ]        |
| ダラス・フォートワース映画批評家協会               | 2022年12月19日 | ドキュメンタリー映画賞                                     | 『ファイアー・オブ・ラブ 火山に人生を捧げた夫婦』                                                    | 第3位      | [ 30 ]        |
| フロリダ映画批評家協会                             | 2022年12月22日 | ドキュメンタリー映画賞                                     | 『ファイアー・オブ・ラブ 火山に人生を捧げた夫婦』                                                    | ノミネート | [ 31 ]        |
| 女性映画ジャーナリスト同盟                         | 2023年1月5日   | ドキュメンタリー賞                                         | 『ファイアー・オブ・ラブ 火山に人生を捧げた夫婦』                                                    | ノミネート | [ 32 ]        |
| サンディエゴ映画批評家協会                         | 2023年1月6日   | ドキュメンタリー賞                                         | 『ファイアー・オブ・ラブ 火山に人生を捧げた夫婦』                                                    | 次点       | [ 33 ]        |
| トロント映画批評家協会                             | 2023年1月8日   | ドキュメンタリー映画賞                                     | 『ファイアー・オブ・ラブ 火山に人生を捧げた夫婦』                                                    | 次点       | [ 34 ]        |
| サンフランシスコ・ベイエリア映画批評家協会         | 2023年1月9日   | ドキュメンタリー作品賞                                     | 『ファイアー・オブ・ラブ 火山に人生を捧げた夫婦』                                                    | ノミネート | [ 35 ]        |
| オースティン映画批評家協会                         | 2023年1月10日  | ドキュメンタリー賞                                         | 『ファイアー・オブ・ラブ 火山に人生を捧げた夫婦』                                                    | ノミネート | [ 36 ]        |
| シネマ・アイ・オナーズ                             | 2023年1月12日  | ノンフィクション作品賞                                     | セーラ・ドーサ、シェーン・ボリス、イナ・フィッチマン                                                 | ノミネート | [ 37 ] [ 38 ] |
| シネマ・アイ・オナーズ                             | 2023年1月12日  | 監督賞                                                     | セーラ・ドーサ                                                                                       | ノミネート | [ 37 ] [ 38 ] |
| シネマ・アイ・オナーズ                             | 2023年1月12日  | 編集賞                                                     | エリン・キャスパー、ジョセリーヌ・シャピュット                                                       | 受賞       | [ 37 ] [ 38 ] |
| シネマ・アイ・オナーズ                             | 2023年1月12日  | 作曲賞                                                     | ニコラ・ゴダン                                                                                       | 受賞       | [ 37 ] [ 38 ] |
| シネマ・アイ・オナーズ                             | 2023年1月12日  | 音響デザイン賞                                             | パトリス・ルブラン、ギャビン・フェルナンデス                                                         | ノミネート | [ 37 ] [ 38 ] |
| シネマ・アイ・オナーズ                             | 2023年1月12日  | 視覚デザイン賞                                             | ルーシー・マンガー、カーラ・ブレイク、ルイ・ティン・ジ                                               | 受賞       | [ 37 ] [ 38 ] |
| シネマ・アイ・オナーズ                             | 2023年1月12日  | 観客賞                                                     | 『ファイアー・オブ・ラブ 火山に人生を捧げた夫婦』                                                    | ノミネート | [ 37 ] [ 38 ] |
| シネマ・アイ・オナーズ                             | 2023年1月12日  | アンフォアゲッタブル賞                                     | カティアとモーリス・クラフト                                                                         | 受賞       | [ 37 ] [ 38 ] |
| ジョージア映画批評家協会                           | 2023年1月13日  | ドキュメンタリー映画賞                                     | 『ファイアー・オブ・ラブ 火山に人生を捧げた夫婦』                                                    | 受賞       | [ 39 ]        |
| シアトル映画批評家協会                             | 2023年1月17日  | ドキュメンタリー作品賞                                     | 『ファイアー・オブ・ラブ 火山に人生を捧げた夫婦』                                                    | 受賞       | [ 40 ]        |
| オンライン映画批評家協会                           | 2023年1月23日  | ドキュメンタリー賞                                         | 『ファイアー・オブ・ラブ 火山に人生を捧げた夫婦』                                                    | 受賞       | [ 41 ]        |
| ロンドン映画批評家協会                             | 2023年2月5日   | ドキュメンタリー賞                                         | 『ファイアー・オブ・ラブ 火山に人生を捧げた夫婦』                                                    | ノミネート | [ 42 ]        |
| バンクーバー映画批評家協会                         | 2023年2月13日  | ドキュメンタリー賞                                         | 『ファイアー・オブ・ラブ 火山に人生を捧げた夫婦』                                                    | ノミネート | [ 43 ]        |
| ヒューストン映画批評家協会                         | 2023年2月18日  | ドキュメンタリー作品賞                                     | 『ファイアー・オブ・ラブ 火山に人生を捧げた夫婦』                                                    | ノミネート | [ 44 ]        |
| 全米監督協会賞                                     | 2023年2月18日  | ドキュメンタリー監督賞                                     | セーラ・ドーサ                                                                                       | 受賞       | [ 45 ]        |
| 英国アカデミー賞                                   | 2023年2月19日  | ドキュメンタリー賞                                         | セーラ・ドーサ、シェーン・ボリス、イナ・フィッチマン                                                 | ノミネート | [ 46 ]        |
| ハリウッド批評家協会                               | 2023年2月24日  | ドキュメンタリー映画賞                                     | 『ファイアー・オブ・ラブ 火山に人生を捧げた夫婦』                                                    | ノミネート | [ 47 ]        |
| 全米製作者組合賞                                   | 2023年2月25日  | 劇場ドキュメンタリー映画賞                                 | 『ファイアー・オブ・ラブ 火山に人生を捧げた夫婦』                                                    | ノミネート | [ 48 ]        |
| サテライト賞                                       | 2023年3月3日   | ドキュメンタリー映画賞                                     | 『ファイアー・オブ・ラブ 火山に人生を捧げた夫婦』                                                    | 受賞       | [ 49 ] [ 50 ] |
| アカデミー賞                                       | 2023年3月12日  | 長編ドキュメンタリー映画賞                                 | セーラ・ドーサ、シェーン・ボリス、イナ・フィッチマン                                                 | ノミネート | [ 51 ]        |